# Mormaison
Mormaison és un municipi francès situat al departament de Vendée i a la regió de País del Loira. L'any 2007 tenia 1.027 habitants.

## Demografia

### Població
El 2007 la població de fet de Mormaison era de 1.027 persones. Hi havia 318 famílies de les quals 58 eren unipersonals (29 homes vivint sols i 29 dones vivint soles), 92 parelles sense fills, 155 parelles amb fills i 13 famílies monoparentals amb fills.
La població ha evolucionat segons el següent gràfic:
Habitants censats

### Habitatges
El 2007 hi havia 360 habitatges, 328 eren l'habitatge principal de la família, 18 eren segones residències i 15 estaven desocupats. 358 eren cases i 2 eren apartaments. Dels 328 habitatges principals, 259 estaven ocupats pels seus propietaris, 67 estaven llogats i ocupats pels llogaters i 2 estaven cedits a títol gratuït; 8 tenien dues cambres, 46 en tenien tres, 91 en tenien quatre i 182 en tenien cinc o més. 287 habitatges disposaven pel capbaix d'una plaça de pàrquing. A 134 habitatges hi havia un automòbil i a 181 n'hi havia dos o més.

### Piràmide de població
La piràmide de població per edats i sexe el 2009 era:
| Homes | Edats   | Dones |
| ----- | ------- | ----- |
| 0     | 95 o +  | 4     |
| 4     | 90 a 94 | 12    |
| 0     | 85 a 89 | 48    |
| 4     | 80 a 84 | 20    |
| 4     | 75 a 79 | 60    |
| 12    | 70 a 74 | 44    |
| 12    | 65 a 69 | 36    |
| 12    | 60 a 64 | 28    |
| 0     | 55 a 59 | 4     |
| 20    | 50 a 54 | 16    |
| 32    | 45 a 49 | 16    |
| 48    | 40 a 44 | 32    |
| 20    | 35 a 39 | 36    |
| 24    | 30 a 34 | 12    |
| 28    | 25 a 29 | 12    |
| 16    | 20 a 24 | 36    |
| 32    | 15 a 19 | 20    |
| 32    | 10 a 14 | 28    |
| 40    | 5 a 9   | 20    |
| 12    | 0 a 4   | 4     |

## Economia
El 2007 la població en edat de treballar era de 585 persones, 489 eren actives i 96 eren inactives. De les 489 persones actives 447 estaven ocupades (264 homes i 183 dones) i 41 estaven aturades (9 homes i 32 dones). De les 96 persones inactives 30 estaven jubilades, 35 estaven estudiant i 31 estaven classificades com a «altres inactius».

### Ingressos
El 2009 a Mormaison hi havia 342 unitats fiscals que integraven 937,5 persones, la mediana anual d'ingressos fiscals per persona era de 17.152 €.

### Activitats econòmiques
Dels 23 establiments que hi havia el 2007, 1 era d'una empresa extractiva, 1 d'una empresa alimentària, 10 d'empreses de construcció, 4 d'empreses de comerç i reparació d'automòbils, 1 d'una empresa d'hostatgeria i restauració, 1 d'una empresa financera, 1 d'una empresa immobiliària, 2 d'empreses de serveis, 1 d'una entitat de l'administració pública i 1 d'una empresa classificada com a «altres activitats de serveis».
Dels 13 establiments de servei als particulars que hi havia el 2009, 1 era una oficina bancària, 1 taller de reparació d'automòbils i de material agrícola, 2 paletes, 2 guixaires pintors, 4 fusteries, 1 lampisteria, 1 perruqueria i 1 agència immobiliària.
L'únic establiment comercial que hi havia el 2009 era una fleca.
L'any 2000 a Mormaison hi havia 24 explotacions agrícoles que ocupaven un total de 1.155 hectàrees.

## Equipaments sanitaris i escolars
El 2009 hi havia una escola elemental.

## Poblacions més properes
El següent diagrama mostra les poblacions més properes.